# William Callahan
William Patrick Callahan OFMConv. (ur. 17 czerwca 1950 w Chicago, Illinois) – amerykański duchowny katolicki, biskup La Crosse w Wisconsin w latach 2010–2024.

## Życiorys
Do kapłaństwa przygotowywał się we franciszkańskim niższym seminarium w Crystal Lake, a następnie wstąpił do nowicjatu franciszkanów konwentualnych w Lake Forest. Studiował też na Loyola University w rodzinnym mieście, a także w Toronto w Kanadzie. Święcenia kapłańskie otrzymał 30 kwietnia 1977 z rąk abpa Williama Cousinsa, ówczesnego metropolity Milwaukee i rozpoczął pracę duszpasterską w archidiecezji Milwaukee. W latach 1978–1984 był mistrzem nowicjatu franciszkanów konwentualnych w Illinois. W latach późniejszych pracował jako proboszcz w Peorii i Milwaukee. Od 2005 sprawował funkcję ojca duchownego w Kolegium Ameryki Płn. w Rzymie.
30 października 2007 otrzymał nominację na biskupa pomocniczego Milwaukee ze stolicą tytularną Lares. Sakry udzielił mu późniejszy kardynał Timothy Dolan. Był pierwszym w historii franciszkaninem konwentualnym z USA, który został biskupem. 11 czerwca 2010 mianowany ordynariuszem diecezji La Crosse. Ingres miał miejsce 11 sierpnia 2010 roku.
19 marca 2024 papież przyjął jego rezygnację z pełnionego urzędu.